# 上海交通大学药学院
药学院，为上海交通大学与上海医药工业研究院共建的学院，成立于2000年5月26日。
药学院与生命科学技术学院共同位于上海交通大学闵行校区东北部的生物药学楼。